# Sixtus V.
Sixtus V. (13. prosince 1521 Grottamare – 27. srpna 1590 Řím) byl 227. papežem katolické církve. Je znám jako důsledný propagátor protireformace, ale též jako papež, který dokázal vymýtit v Římě i v okolí loupežnictví, naplnit státní pokladnu i rychle zastavit hladomor, který za jeho pontifikátu ve Svatém městě propukl.

## Život
Felice Peretti se narodil v Grottammare (kraj Marche) v chudé rodině. S pomocí svého strýce vstoupil v Ascoli do františkánského řádu a roku 1549 se stal doktorem teologie. Jako dobrý kazatel a propagátor protireformačního tridentského kurzu se osvědčil i v Římě, a tak ho papež Pavel IV. jmenoval do funkce benátského inkvizitora. Sv. Pius V. ho později jmenoval generálním vikářem františkánského řádu, následně i biskupem při kostele sv. Agáty (1566), kardinálem (1570) a biskupem fermským ve Feliceho rodném kraji (1571). Jako kardinál začal používat příjmení Montalto. Dne 24. dubna roku 1585 byl ve 4. dne konkláve zvolen papežem.

## Pontifikát
Jako papež se Montalto v prvé řadě vypořádal s lupiči, kteří již od nepaměti ohrožovali nejen obyvatele Říma, ale i poutníky a obchodníky na cestách kraje Lazio. Dal také vysušit Pontijské bažiny, takže došlo ke zlepšení ovzduší a omezení výskytu malárie. Také reorganizoval soudnictví, rozšířil vatikánskou knihovnu a založil velkolepou knihtiskárnu. Dobrým hospodařením naplnil prázdnou papežskou pokladnu a založil konto, z něhož se mělo kupovat obilí, pokud městu hrozil hladomor. Dal vybudovat novou kanalizaci a postavit špitál pro 2000 osob u Sixtova mostu.
V zahraniční politice lavíroval mezi francouzskou politikou Jindřicha III. a španělskou Filipa II., což Španělsko velmi popudilo a hrozilo, že se od Říma odtrhne. Napětí se však do jisté míry vyřešilo samo, neboť roku 1590 papež zemřel.